# Vaire-sous-Corbie
Vaire-sous-Corbie är en kommun i departementet Somme i regionen Hauts-de-France i norra Frankrike. Kommunen ligger i kantonen Corbie som tillhör arrondissementet Amiens. År 2022 hade Vaire-sous-Corbie 289 invånare.

## Befolkningsutveckling
Antalet invånare i kommunen Vaire-sous-Corbie
| Referens: INSEE |